# Клейберг, Джилл
Джилл Клейберг (англ. Jill Clayburgh, 30 апреля 1944 — 5 ноября 2010) — американская актриса.

## Биография
Клейберг родилась в богатой еврейской семье, Джулии Луиз (урождённой Дорр), секретаря, и Альберта Генри Клейберга, промышленника. Её родственница по отцу Альма Лэйченбрух Клейберг была оперной и эстрадной певицей. Детство актрисы прошло в престижном районе Манхэттена. Желание стать актрисой у неё появилось после окончания колледжа. Её дебют состоялся в начале 1960-х, и в последующие два десятилетия она появилась в многочисленных постановках на Бродвее.
В 1963 году актриса дебютировала на большом экране в фильме «Свадебная вечеринка», который был выпущен в прокат лишь шесть лет спустя. Успеха в кино Клейберг достигла немного позже, исполнив в 1976 году роль Хилли Бёрнс в фильме «Серебряная стрела». Успешной так же стала её роль в фильме «Незамужняя женщина» в 1978 году, за которую она получила Серебряную премию за лучшую женскую роль на Каннском кинофестивале, а также номинации на «Оскар», «Золотой глобус» и «BAFTA». В 1980 году она вновь была номинирована на «Оскар» и «Золотой глобус» за роль в фильме «Начать сначала». В дальнейшем актриса продолжила карьеру как в кино, так и на телевидении, но более популярными и успешными оставались её работы в театре.
С 1979 года Клейберг была замужем за сценаристом Дэвидом Рейбом, от которого родила сына и дочь, актрису Лили Рейб.

### Смерть
Джилл Клейберг умерла в возрасте 66 лет в своем доме (США, штат Коннектикут) в кругу близких людей. Смерть наступила 5 ноября 2010 года после борьбы с хроническим лимфолейкозом, длившейся около 21 года. Об этом сообщил прессе муж актрисы Дэвид Рейб.

## Награды
- Каннский кинофестиваль 1978 — «Серебряная премия за лучшую женскую роль» («Незамужняя женщина»)